# 1968 في التلفزيون البريطاني
هذه قائمة بالأحداث المتعلقة التي حدثت بالتلفزيون البريطاني منذ عام 1968.

## الأحداث

### يناير
- 1 يناير - يتم تقديم ترخيص التلفزيون الملون عند إضافة 5 جنيهات إسترلينية «ملحق ألوان» إلى رسوم الترخيص أحادية اللون البالغة 5 جنيهات إسترلينية، مما يجعل تكلفة ترخيص الألوان 10 جنيهات إسترلينية.
- 13 يناير - الغروب، هاري كوربيت الصورة القفازات دمية دب، والتحركات من البي بي سي ل ITV بعد إلغائها في العام السابق قبل وحدة تحكم من بي بي سي واحد، بول فوكس.[1]

### فبراير
- 4 فبراير - سلسلة الطائفة The Prisoner تنتهي من عرضها الأول على التلفزيون البريطاني.
- 5 فبراير - أصبحت غرفة الأخبار على قناة BBC2 أول برنامج إخباري في المملكة المتحدة يتم بثه بالألوان.[2]
- 12 فبراير - ظهر The Herbs على BBC1.

### مارس
- 4 مارس - إغلاق TWW . فقدت المحطة امتيازها في جوائز ترخيص ITV السابقة وقررت إغلاقها قبل 10 أسابيع، وبيع وقت البث المتبقي إلى HTV مقابل 500000 جنيه إسترليني؛ ومع ذلك، فإن Harlech ليست مستعدة لبدء الإرسال ولسد الفجوة، يتم توفير خدمة مؤقتة، يعمل بها طاقم عمل سابق في TWW ، حتى إطلاق Harlech في 20 مايو.

### أبريل
- 1 أبريل - إطلاق التقارير في اسكتلندا على BBC1 Scotland ، لتحل محل جولة نظرة سريعة .
- 6 أبريل - أقيمت مسابقة الأغنية الأوروبية الثالثة عشرة في رويال ألبرت هول في لندن. فازت إسبانيا بالمسابقة بأغنية " La، la، la " التي يؤديها ماسيل. يمثل هذا العام المرة الأولى التي يتم فيها بث الحدث بالألوان، حيث تبث العديد من الدول الأوروبية الحدث بالألوان. نظرًا لأن قناة BBC1 لم تبث بالألوان بعد، فإن قناة BBC2 تبث نسخة من العرض بالألوان في اليوم التالي.
- 20 أبريل - النائب المحافظ إينوك باول يلقي خطابه السيئ السمعة أنهار الدم حول تشريعات الهجرة ومكافحة التمييز في المملكة المتحدة.[3] يلقي الخطاب في فندق ميدلاند في برمنغهام في اجتماع للمركز السياسي المحافظ الساعة 2:30 بعد الظهر. شاهدت شركة التلفزيون ATV ومقرها برمنغهام نسخة مسبقة من الخطاب هذا الصباح، وأمر محرر الأخبار طاقم التلفزيون بالذهاب إلى المكان، حيث يصورون أجزاء من الخطاب. أثار الخطاب احتجاجًا شديدًا بين الجمهور البريطاني، مما جعل باول في نفس الوقت واحدًا من أكثر السياسيين شعبية وكراهية في البلاد، وأدى إلى إقالته سريعًا من مجلس الوزراء من قبل زعيم حزب المحافظين إدوارد هيث.

### مايو
- 4 مايو - قدمت ماري هوبكين عرضًا في البرنامج التلفزيوني البريطاني Opportunity Knocks . يلفت هوبكين انتباه عارضة الأزياء تويجي، التي توصيها ببيتل بول مكارتني الذي سرعان ما يوقع هوبكين على شركة آبل للتسجيلات.
- 20 مايو - بدأت Harlech (التي أصبحت HTV في 1970) خدمتها المزدوجة لويلز وغرب إنجلترا، لتحل محل ITSWW المؤقت، الذي حل محل TWW في مارس.

### يونيو
- لا أحداث.

### يوليو
- 9 يوليو - ظهرت سلسلة السفر عبر الزمن The Time Tunnel لأول مرة على BBC1.
- 28 يوليو - اليوم الأخير على الهواء لـ ABC الذي يبث إلى مناطق الشمال وميدلاندز خلال عطلات نهاية الأسبوع. تشهد جولة العقد لعام 1968 نهاية امتيازات نهاية الأسبوع في هذه المناطق. وهو أيضًا اليوم الأخير على الهواء لشركة ATV London التي تفقد امتيازها في عطلة نهاية الأسبوع أمام تلفزيون London Weekend الذي تم تشكيله حديثًا.
- 29 يوليو - بث غرناطة و ATV سبعة أيام في الأسبوع إلى الشمال الغربي وميدلاندز على التوالي. ينقسم الشمال إلى منطقتين مع بث غرناطة إلى الشمال الغربي وتليفزيون يوركشاير إلى منطقة يوركشاير. كما أنه آخر يوم على الهواء لـ Rediffusion ، لندن في منطقة لندن.
- 30 يوليو
  - يبدأ بث Thames Television ، بعد أن استحوذ على امتياز ITV London خلال أيام الأسبوع من Rediffusion ، لندن. Thames هو مشروع مشترك جديد بين الشركات الأم لكل من ABC (ABPC ، المعروفة بسلسلة ABC للسينما) و Rediffusion (British Electric Traction)، وقد تم منح ABPC الحصة المسيطرة بنسبة 51 ٪ في محطة البث الجديدة في أيام الأسبوع في لندن ولكن الأرباح مشتركة بالتساوي. يقدم برنامج اليوم الإخباري المسائي لنهر التايمز، والذي يقدمه إيمون أندروز، الجامايكية باربرا بليك هانا كأول مقدمة أخبار سوداء على التلفزيون البريطاني.[4]
  - برنامج مجلة الأطفال Magpie يعرض لأول مرة على قناة ITV.
- 31 يوليو - بدأ جيش داد المسرحي الكوميدي الشهير تشغيله لمدة تسع سنوات على BBC1 مع حلقة «الرجل والساعة».

### أغسطس
- 2 أغسطس - استحوذ تلفزيون London Weekend على امتياز عطلة نهاية الأسبوع في ITV London من ATV London . بدأ البث على الهواء في البداية باسم London Weekend Television ، ثم تبنى لاحقًا اسم London Weekend قبل العودة إلى London Weekend Television (غالبًا ما يتم اختصاره إلى LWT) في عام 1978.
- أغسطس - إضراب فنيو التلفزيون المستقل مباشرة بعد تغييرات امتياز عام 1968، [5] مما تسبب في توقف وطني.[6] الشركات الفردية متوقفة عن البث لعدة أسابيع ويتم إنشاء خدمة الطوارئ. يتم تقديم الخدمة الوطنية للطوارئ ITV من قبل موظفي الإدارة دون أي اختلافات إقليمية، وهي المرة الأولى التي يتم فيها اعتماد ممارسة عرض موحدة في جميع المناطق.[7]

### سبتمبر
- 9 سبتمبر - ظهرت سلسلة عرائس الأطفال الفرنسية المترجمة هيكتور هاوس على BBC1.
- 14 سبتمبر - تم نشر الإصدارات النهائية من Look Westward (Westward Television) و The Viewer (Tyne Tees Television) و TV Post (Ulster Television) و Television Weekly (Harlech Television) و TV World (ATV Midlands) للمرة الأخيرة.
- 21 سبتمبر - أصبحت TVTimes إحدى المطبوعات الوطنية، حيث سبق لبعض شركات ITV أن تنتج مجلات القوائم الخاصة بها.

### أكتوبر
- 12-27 أكتوبر - توفر كل من BBC و ITV تغطية للألعاب الأولمبية لعام 1968 . تغطية بي بي سي واسعة النطاق، مع تغطية حية في الليل وبرنامج إفطار يومي Good Morning Mexico .

### نوفمبر
- لا أحداث.

### ديسمبر
- 7 ديسمبر - ظهرت سلسلة الخيال العلمي الأمريكية Land of the Giants لأول مرة على قناة ITV .

## لأول مرة

### بي بي سي الأولى
- 3 يناير - Zokko! (1968–1970)
- 6 يناير - صورة سيدة (1968)
- 22 يناير - هيو وأنا جاسوس (1968)
- 30 يناير - سيلا (1968-1976)
- 11 فبراير - نيكولاس نيكلبي (1968)
- 12 فبراير - الأعشاب (1968)
- 1 نيسان (أبريل) - الإبلاغ عن اسكتلندا (1968 حتى الآن)
- 7 أبريل - السيدة الأولى (1968-1969)
- 10 مايو - أثخن من الماء (1968-1969)
- 12 مايو - أطفال السكك الحديدية (1968)
- 24 مايو - المرأة البرية والبرية (1968)
- 14 يونيو - أنا مامي (1968-1971)
- 30 يونيو - تريتون (1968)
- 15 يوليو - أوكريدج (1968)
- 9 يوليو - نفق الزمن (1966-1967)
- 28 يوليو - الرجل ذو القناع الحديدي (1968)
- 31 يوليو - جيش أبي (1968-1977)
- 30 أغسطس - المناضل القديم (1968-1969)
- 9 سبتمبر - هيكتور هاوس (1968-1975)
- 10 سبتمبر - عصر الجاز (1968)
- 12 سبتمبر - سبورتس نايت (1968-1997)
- 13 سبتمبر - يا أخي! (1968–1970)
- 29 سبتمبر - مذكرة بنكية بقيمة 1,000,000 جنيه إسترليني (1968)
- 3 نوفمبر - جزيرة الكنز (1968)
- 25 ديسمبر - عرض هاري سيكومب (1968-1973)

### بي بي سي الثانية
- 2 مارس - نقطة كاونتر بوينت (1968)
- 29 نيسان - مارتي (1968-1971)
- 14 يونيو - Color Me Pop (1968–1969)
- 22 يونيو - مزرعة كولد كومفورت (1968)
- 5 يوليو - الخبير (1968-1976)
- 13 يوليو - ميدل مارش (1968)
- 31 أغسطس - نانا (1968)
- 2 سبتمبر - Morecambe &amp; Wise Show (1968–1977)
- 8 سبتمبر - روان ومارتن لوف إن (1968-1973)
- 10 أكتوبر - الجاز في Maltings (1968-1969)
- 28 أكتوبر - وسع عقلك (1968-1969)
- 16 تشرين الثاني (نوفمبر) - القيامة (1968)
- 28 ديسمبر - The Tenant of Wildfell Hall (1968-1969)
- 31 ديسمبر - الحدود (1968-1970)

### آي تي في
- 4 يناير - رجل عصرنا (1968)
- 5 فبراير - معرض روجيز (1968-1969)
- 28 فبراير رحلة مالك الحزين (1968)
- 28 مارس - عذراء الخدمة السرية (1968)
- 3 أبريل - مسرح روني باركر (1968)
- 4 نيسان (أبريل) - Freewheelers (1968-1973)
- 19 أبريل - سبيندو (1968)
- 30 يوليو - العقعق (1968-1980)
- 2 أغسطس - الجريدة الرسمية (1968)
- 6 أغسطس - أفضل الأعداء (1968)
- 15 أغسطس - الأقرب والأفضل (1968-1973)
- 25 أغسطس - المباراة الكبيرة (1968-1992)
- 21 سبتمبر - تقرير غريب (1968-1969)
- 22 سبتمبر - القياصرة (1968)
- 24 سبتمبر - How We Used To Live (1968–2002)
- 24 سبتمبر - داخل جورج ويبلي (1968-1970)
- 25 سبتمبر - الأبطال (1968-1969)
- 29 سبتمبر - جو 90 (1968-1969)
- 1 أكتوبر - أصل كل الشرور؟ (1968-1969)
- 5 تشرين الثاني (نوفمبر) - الأب، الأب العزيز (1968-1973)
- 8 نوفمبر - أرجوك سيدي! (1968-1972)
- 16 تشرين الثاني (نوفمبر) - رحلة إلى المجهول (1968-1969)
- 5 ديسمبر - High Living (1968–1971)
- 7 ديسمبر - أرض العمالقة (1968-1970)

## البرامج التلفزيونية المستمرة

### عشرينيات القرن الماضي
- بي بي سي ويمبلدون (1927-1939، 1946-2019، 2021-2024)

### الثلاثينيات
- سباق القوارب (1938-1939، 1946-2019)
- بي بي سي للكريكيت (1939، 1946-1999، 2020-2024)

### الأربعينيات
- شاهد مع الأم (1946-1973)
- تعال للرقص (1949-1998)

### الخمسينيات
- آندي باندي (1950–1970، 2002-2005)
- الأيام الخوالي (1953-1983)
- بانوراما (1953 حتى الآن)
- ديكسون دوك جرين (1955-1976)
- ممتاز جدا (1955-1984، 2020 إلى الوقت الحاضر)
- فرصة نوكس (1956-1978، 1987-1990)
- هذا الأسبوع (1956-1978، 1986-1992)
- مسرح الكرسي (1956-1974) [8]
- ماذا تقول الأوراق (1956-2008)
- السماء في الليل (1957 إلى الوقت الحاضر)
- بلو بيتر (1958 إلى الوقت الحاضر)
- المدرج (1958-2007)

### الستينيات
- شارع التتويج (1960 إلى الوقت الحاضر)
- المنتقمون (1961-1969)
- أغاني التسبيح (1961 - حتى الآن)
- القديس (1962-1969)
- سيارات زي (1962-1978)
- سحر الحيوان (1962-1983)
- دكتور هو (1963-1989، 2005 حتى الآن)
- العالم في العمل (1963-1998)
- مسرحية الأربعاء (1964-1970)
- توب أوف ذا بوبس (1964-2006)
- مباراة اليوم (1964 حتى الآن)
- مفترق طرق (1964-1988، 2001-2003)
- مدرسة اللعب (1964-1988)
- السيد والسيدة (1964-1999)
- الوافدون الجدد (1965-1969)
- عين الجمهور (1965-1975)
- عالم الرياضة (1965-1985)
- سبورتس نايت (1965-1997)
- بهدوء ونعومة (1966-1969)
- ثلاثية ترومبتونشاير (1966-1969)
- جاكانوري (1965-1996، 2006)
- إنها ضربة قاضية (1966-1982، 1999-2001)
- برنامج المال (1966-2010)
- سوق في هوني لين (1967-1969)
- ليس أمام الأطفال (1967-1970)
- لا تهتم بالجودة، اشعر بالعرض (1967-1971)
- الطلقة الذهبية (1967-1975)
- مسرح ITV (1967-1982)

## تنتهي هذا العام
- اختر ما تريد (1955-1968 ، 1992-1998)
- ضاعف نقودك (1955-1968)
- نادي هيذر الأبيض (1958-1968)
- رجل خطر (1960-1961، 1964-1968)
- المسرح 625 (1964-1968)
- المتسول جاري (1966-1968)
- أخيرًا عرض عام 1948 (1967-1968)
- الكابتن سكارليت والميسترونز (1967-1968)
- رجل في حقيبة سفر (1967-1968)
- بينكي آند بيركي (1967-1968)
- السجين (1967-1968)

## المواليد
- 3 فبراير - ديفيد سكاربورو، ممثل (توفي عام 1988)
- 29 فبراير - الممثلة ويندي بيترز
- 4 مارس - باتسي كينسيت، الممثلة الإنجليزية
- 11 مارس - دومينيك مافهام، ممثل
- 21 مارس - الممثل البريطاني جاي ديفيدسون
- 23 مارس - أبيجيل كروتيندين، ممثلة
- 3 أبريل - شارلوت كولمان، ممثلة (توفي عام 2001)
- 8 أبريل - جيني باول، مقدمة برامج تلفزيونية بريطانية
- 22 أبريل - أماندا ميلينج، ممثلة
- 23 أبريل - ريكي جروفز، ممثل
- 4 مايو - جوليان بارات، ممثل كوميدي وممثل
- 12 مايو - كاثرين تيت، ممثل كوميدي
- 15 مايو - صوفي راورث، صحفية ومذيعة أخبار
- 22 مايو - جراهام لينهان، كاتب ومخرج إيرلندي
- 7 يونيو - سارة باريش، ممثلة
- 28 يونيو - آدم ووديات، ممثل
- 4 يوليو - روني أنكونا، ممثلة وانطباعية
- 20 يوليو - جوليان رايند توت، ممثل سينمائي وتلفزيوني وإذاعي
- 26 يوليو - أوليفيا ويليامز، ممثلة
- 4 أغسطس - لي ماك، الممثل الكوميدي والممثل
- 5 آب / أغسطس - ستيفاني فلاندرز، صحفية إذاعية
- 9 أغسطس
  - كيت جيربو، مقدمة برامج ومذيعة أخبار
  - جيليان أندرسون، ممثلة بريطانية (ولدت في الولايات المتحدة)
- 11 أغسطس - غراي أوبراين، ممثل
- 14 أغسطس - أدريان ليستر، ممثل بريطاني
- 17 أغسطس - هيلين ماكروري، ممثلة
- 21 أغسطس - لورا تريفيليان، صحفية في بي بي سي
- 9 سبتمبر- جوليا صوالحة ممثلة إنجليزية
- 20 سبتمبر - فيليبا فوريستر، مقدمة برامج تلفزيونية بريطانية
- 23 سبتمبر - إيفيت فيلدينغ، مقدمة وممثلة تلفزيونية
- 28 سبتمبر - شيولي غوش، صحفية تلفزيونية
- 1 أكتوبر - مارك دوردن سميث، مقدم برامج تلفزيونية بريطانية
- 2 أكتوبر - فيكتوريا ديربيشاير، مقدمة إذاعية بريطانية
- 19 أكتوبر - الممثلة البريطانية كاسي أينسورث.
- 20 أكتوبر - سوزان تولي، منتجة تلفزيونية ومخرجة وممثلة سابقة
- 12 نوفمبر - جو كوبورن، صحفي ومذيع
- 22 تشرين الثاني (نوفمبر) - أندرو جيليجان، صحفي بريطاني
- 23 نوفمبر - Kirsty Young ، مقدمة تلفزيونية
- 12 ديسمبر - كيت همبل، مقدمة برامج تلفزيونية
- غير معروف - سارة سميث، صحفية